# Educación y Descanso
L'obra sindical Educación y Descanso (en català, Educació i Descans i abreviat com EyD) va ser una organització de tipus cultural i recreativa, dependent de l'Organització Sindical Espanyola, que va existir a Espanya durant l'època de la dictadura franquista, entre 1939 i 1977. L'EyD estava dedicada a promoure i realitzar tot tipus d'activitats artístiques, culturals i esportives per part dels treballadors (en la terminologia franquista «productors»). Va arribar a constituir una de les organitzacions del règim amb més impacte entre els treballadors.

## Història
EyD va ser fundada el 14 de desembre de 1939, seguint el model de l'organització italiana Opera Nazionale Dopolavoro (OND) que havia existit durant el règim feixista de Mussolini. Denominada en els seus començaments «Alegria i Descans», amb posterioritat l'organització adoptaria el seu nom definitiu. En els seus primers anys d'existència l'organització va mantenir contactes amb l'organització nazi Kraft durch Freude, arribant a signar-se un conveni de cooperació entre ambdues en 1943. Malgrat les seves iniciatives, durant la seva primera etapa d'existència l'organització va trobar no poques dificultats a causa de les caresties i a la difícil situació que existia en la postguerra. Des de 1945 el nombre d'instal·lacions pertanyents a l'Obra Sindical es va incrementar de forma considerable.
L'organització estava a càrrec del lleure i l'esplai dels treballadors, comptant per als seus fins amb una xarxa de centres culturals, instal·lacions esportives (inclosos els «Parques sindicales», Parcs sindicals) i ciutats residencials. Al llarg de la seva història, EyD va construir albergs i residències on els obrers poguessin estiuejar de forma econòmica. Per la seva banda, els anomenats «Hogares de Educación y Descanso» (Llars d'Educació i Descans) es van encarregar de fomentar entre els treballadors la cultura, diversió, salut o l'esport.
En la seva època van ser molt conegudes les activitats i exhibicions gimnàstiques que els grups d'Educació i Descans realitzaven anualment cada 1 de maig.
Les activitats emparades per EyD s'estenien a grups de teatre, clubs de cinema, cors i danses (que no han de ser confosos amb els Coros y Danzas (Cors i Danses) de la Secció Femenina de Falange), viatges i vacances, i sobretot competicions esportives, que culminaven en els denominats «Juegos Deportivos Sindicales» (Jocs Esportius Sindicals). De fet, determinades activitats minoritàries com l'aeromodelisme, el tir amb arc, l'espeleologia o fins i tot els escacs i la filatèlia van tenir durant anys el seu millor nínxol en els grups d' EyD.
Educació i Descans va desaparèixer el 1977, durant el desmuntatge de la Dictadura franquista i del Sindicat Vertical.

## Àrees cobertes
Les àrees cobertes per EyD s'agrupaven de la següent manera:
- Extensió cultural (cors, bandes de música, orquestres, rondalles, teatre, dansa i ballet, agrupacions folklòriques) .
- Art (agrupacions teatrals, competicions literàries, fotografia, clubs de cinema).
- Turisme.
- Hogares del Productor (Llars del Productor), residències, i la Ciutat Residencials de Perlora (Astúries) i de Tarragona.
- Biblioteques.
- Esports.

## Grups d'empresa
Per la seva banda, les grans empreses espanyoles del franquisme, sobretot les de l'INI, tenien molt a gala subvencionar als seus grups d'empresa d'Educació i Descans; d'entre tots ells va ser el més destacat, en quantitat i qualitat, el grup d'Ensidesa, que incloïa un club de gairebé tots els esports i moltes activitats artístiques i culturals.